# 长城中路街道
长城中路街道，是中华人民共和国宁夏回族自治区銀川市金凤区下辖的一个乡镇级行政单位。

## 行政区划
长城中路街道下辖以下地区：
南苑社区、长兴社区、紫园社区、长城花园社区、园丁家园校区社区、五里台新社区、保伏桥社区、五里水乡社区、五里台村和高桥村。